# Atherinosoma elongata
Atherinosoma elongata és una espècie de peix pertanyent a la família dels aterínids.

## Descripció
- Pot arribar a fer 9,5 cm de llargària màxima.[3][4]

## Depredadors
És depredat per Phalacrocorax sulcirostris.

## Hàbitat
És un peix d'aigua marina i salabrosa, pelàgic-nerític i de clima temperat (25°S-38°S).

## Distribució geogràfica
És un endemisme d'Austràlia.

## Observacions
És inofensiu per als humans.